# Kierszek
Kierszek (prononciation : [ˈkʲɛrʂɛk]) est un village polonais de la gmina de Konstancin-Jeziorna dans le powiat de Piaseczno de la voïvodie de Mazovie dans le centre-est de la Pologne.
Il se situe à environ 5 kilomètres au nord-ouest de Konstancin-Jeziorna (siège de la gmina), 6 kilomètres au nord-est de Piaseczno (siège du powiat) et à 13 km au sud de Varsovie (capitale de la Pologne).

## Histoire
De 1975 à 1998, le village appartenait administrativement à la voïvodie de Varsovie.